# Our Uniform
Our Uniform ist ein iranischer Animations-Kurzfilm von Yegane Moghaddam aus dem Jahr 2023. Der Film wurde für die Oscarverleihung 2024 für den Oscar für den besten animierten Kurzfilm nominiert.

## Handlung
Anhand einer iranischen Schuluniform erinnert sich ein Schulmädchen an die Schulzeit im Iran. Der Hintergrund sind dabei stets Textilien.

## Produktion
Yegane Moghaddam wurde durch die Proteste 2022 nach dem Tod von Mahsa Amini angeregt den Film zu erstellen. Sie hatte bereits länger die Idee zu einem Film über die iranischen Schuluniformen, entschloss sich wegen der Proteste unmittelbar zu beginnen. Der Film wurde im Wesentlichen von Moghaddam alleine, nur mit Unterstützung ihres Vaters und Bruders erstellt.

## Rezeption
Joseph Wade schrieb im Film Magazine, dass das Crossover von Stilen Realfilm, Stop-Motion und traditioneller 2-D-Animation dem Film eine einzigartige Palette gebe, was angemessen sei angesichts des Themas Selbstverwirklichung. Die Filmemacherin erkläre in dem Film, dass nicht der Hidschāb kritisiert werde, sondern die Verpflichtung ihn in Schulen zu tragen, vermutlich, um nicht auf zu viele Zehen zu treten. Man wünsche sich daher am Ende mehr Abtrünnigkeit.

## Auszeichnungen
- Festival d’Animation Annecy

- 2023: Jean-Luc Xiberras Award für das beste Erstlingswerk
- 2023: Nominierung als bester Kurzfilm

- Fantoche

- 2023: Publikumspreis im Internationalen Wettbewerb

- Oscars

- 2024: Nominierung bester animierter Kurzfilm